# Missões diplomáticas de Malta

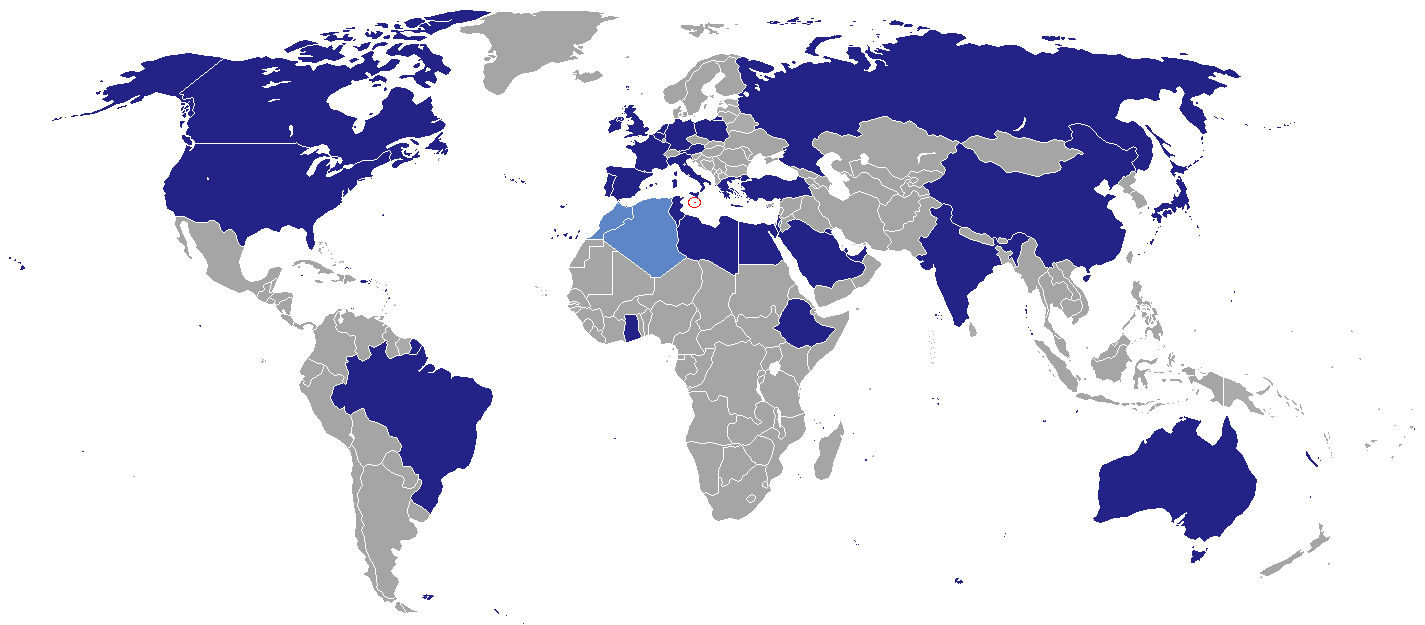
Mapa das missões diplomáticas de Malta

Abaixo se encontram as embaixadas e consulados de Malta:

## Europa
- Alemanha
  - Berlim (Embaixada)
- Áustria
  - Viena (Embaixada)
- Bélgica
  - Bruxelas (Embaixada)
- Dinamarca
  - Copenhague (Embaixada)
- Espanha
  - Madrid (Embaixada)
- França
  - Paris (Embaixada)
- Grécia
  - Atenas (Embaixada)
- Irlanda
  - Dublin (Embaixada)
- Itália
  - Roma (Embaixada)
- Países Baixos
  - Haia (Embaixada)
- Polónia
  - Varsóvia (Embaixada)
- Portugal
  - Lisboa (Embaixada)
- Reino Unido
  - Londres (Alto comissariado)
- Rússia
  - Moscou (Embaixada)

## América

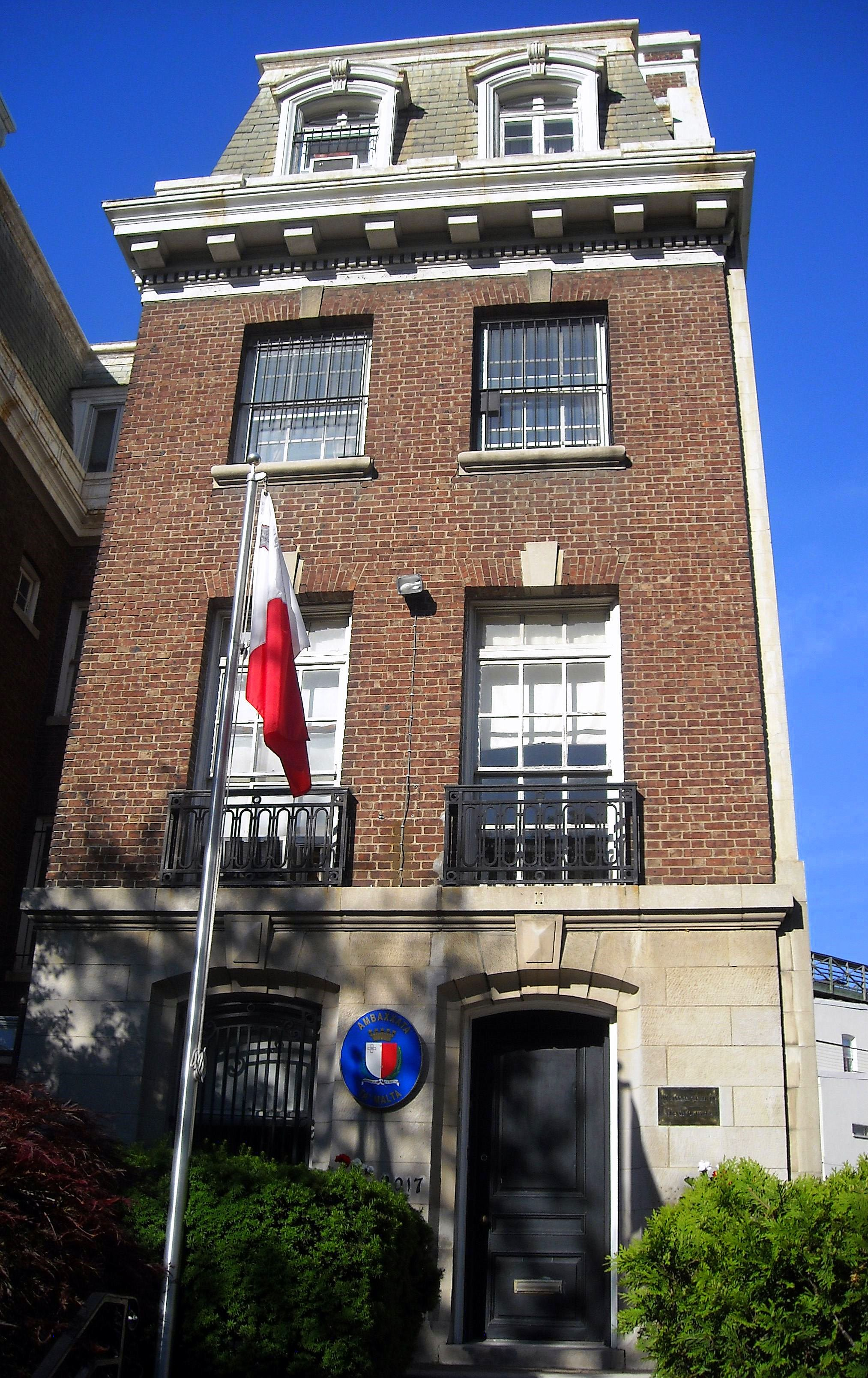
Embaixada maltesa em Washington DC, EUA.

- Brasil
  - Brasília (Embaixada)
- Canadá
  - Toronto (Consulado-Geral)
- Estados Unidos
  - Washington, DC (Embaixada)

## Oriente Médio
- Arábia Saudita
  - Riad (Embaixada)
- Emirados Árabes Unidos
  - Dubai (Consulado-Geral)
- Israel
  - Tel Aviv (Embaixada)
- Turquia
  - Istambul (Consulado-Geral)

## África
- Egito
  - Cairo (Embaixada)
- Líbia
  - Tripoli (Embaixada)
- Tunísia
  - Túnis (Embaixada)

## Ásia
- China
  - Pequim (Embaixada)
- Índia
  - Nova Délhi (Alto comissariado)

## Oceania
- Austrália
  - Canberra (Alto comissariado)
  - Melbourne (Consulado-Geral)
  - Sydney (Consulado-Geral)

## Organizações multilaterais
- Bruxelas (Missão permanente ante a União Europeia)
- Estrasburgo (Missão permanente ante o Conselho da Europa)
- Genebra (Missão permanente ante as Nações Unidas e outras organizações internacionais)
- Nova Iorque (Missão permanente ante as Nações Unidas)
- Paris (Missão permanente ante a Unesco)
- Roma (Missão permanente ante a Organização das Nações Unidas para a Alimentação e a Agricultura)
- Viena (Missão permanente ante as Nações Unidas)